# Colias aurorina

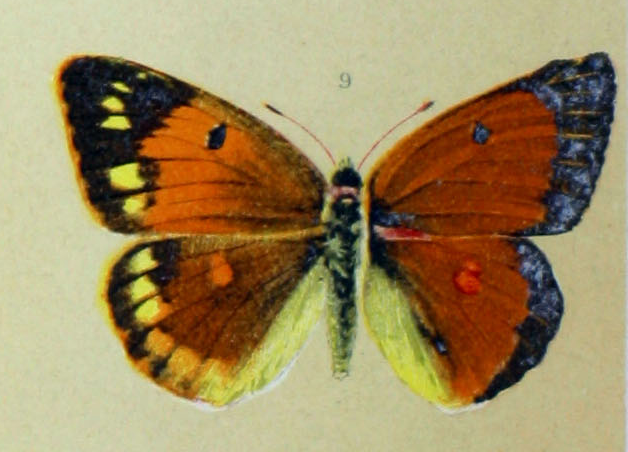
Colias aurorina spp. heldreichi aus Arnold Spulers 'Die Schmetterlinge Europas'

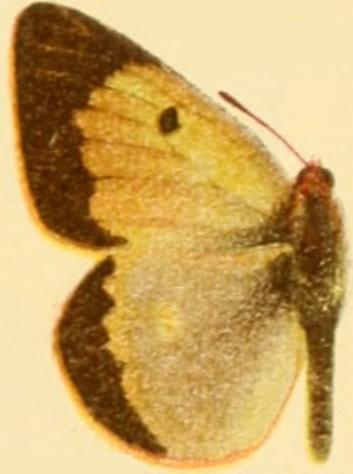
Colias aurorina spp. transcaspica aus Seitz’ 'Die Großschmetterlinge der Welt'

Colias aurorina ist ein Schmetterling (Tagfalter) aus der Familie der Weißlinge (Pieridae) in der Unterfamilie der Gelblinge.

## Beschreibung

### Falter
Die Flügel der Männchen von Colias aurorina mit einer Spannweite von 43 bis 58 mm haben eine gelbliche bis orange Grundfarbe, die oft durch eingesprengte dunkle Schuppen einen violetten Schimmer hat. Die Duftschuppen an der Basis der Hinterflügel sind deutlich erkennbar und meist gelb-rosa, können aber auch von bräunlich bis dunkelrot variieren. Der schwarze Diskoidalfleck auf den Vorderflügeln ist deutlich sichtbar. Die Adern in der dunklen Binde am Flügelaußenrand sind normalerweise hell bestäubt, was aber reduziert sein oder ganz fehlen kann. Die meist leuchtend gelbe Unterseite der Vorderflügel ist durch schwarze Schuppen bestäubt.
Das Weibchen mit einer Spannweite von 46 bis 68 mm ist oben meist weiß und wirkt durch eingesprengte schwarze Schuppen staubig. Es gibt aber auch Tiere mit gelblicher bis oranger Grundfarbe. Die Hinterflügel sind weißlich mit kräftigen orangen Diskoidalflecken.

### Raupen
Die Raupen haben die Form von denen des Baum-Weißlings (Aporia crataegi), sind aber kürzer. Der Körper ist schwarz und fein behaart und ähnelt damit der Raupe des Schwarzen Apollos (Parnassius mnemosyne). Auf jedem Segment sind am Rücken auf jeder Seite zwei blasse gelbe Flecken mit samt-schwarzen Punkten. Entlang der Beine läuft eine unterbrochene blasse gelbe Linie.

## Lebensweise
Colias aurorina fliegt von Juni bis August. Die Raupen ernähren sich von Tragant (Astragalus).

## Verbreitung
Die Art kommt in Russland, Griechenland, der Türkei, Turkmenistan, Dagestan, Iran, Syrien, Libanon und Israel vor.